# Tolbaños (kommunhuvudort)
Tolbaños är en kommunhuvudort i Spanien.   Den ligger i provinsen Provincia de Ávila och regionen Kastilien och Leon, i den centrala delen av landet, 80 km nordväst om huvudstaden Madrid. Tolbaños ligger 1 115 meter över havet och antalet invånare är 107.
Terrängen runt Tolbaños är platt åt nordväst, men åt sydost är den kuperad. Runt Tolbaños är det mycket glesbefolkat, med 3 invånare per kvadratkilometer. Närmaste större samhälle är Ávila, 14,4 km sydväst om Tolbaños. Omgivningarna runt Tolbaños är i huvudsak ett öppet busklandskap.